# Hoplismenus obscurus
Hoplismenus obscurus là một loài tò vò trong họ Ichneumonidae.